# 指靜脈
指静脉（palmar digital veins）是手指端的静脉简称，透過間接的小頭間靜脈連接到手背靜脈。有些來源會再分為較遠端的指掌側固有靜脈（proper palmar digital veins），以及較近端的指掌側總靜脈（common palmar digital veins）。